# Kolivan
Kolivan - Колывань (rus) és un possiólok de l'óblast de Novossibirsk, a Rússia. Kolivan és al sud de Sibèria, a la riba del Txaus, de la conca hidrogràfica de l'Obi. És a 36 km al nord-oest de Novossibirsk i a 2.796 km a l'est de Moscou. Al sud de Kolivan hi ha monestir de monges, el monestir de Sant Alexandre Nevski, amb una església del 1887.

## Història
La història de la vila es remunta al 1713, quan fou construït a la vora del riu l'ostrog de Txausk, és a dir, una petita fortalesa per protegir les vies meridionals de l'Imperi Rus de les incursions kirguises. Una slobodà, o colònia lliure, fou construïda aleshores, habitada en part per camperols vinguts de l'Ixim i també s'edificà el 1719 una església de fusta. El 1721 ja hi havia 30 cosacs i 151 vilatans. Per això es data el naixement oficial de la vila del 1796 al 1797.
A partir del 1840 el poble actual, a causa de l'arribada de nous colons per la Ruta de Sibèria, fou construït a 8 km de l'ostrog i el 1859 tenia 2.760 habitants. El 1867 l'església de la Trinitat, únic edifici construït en pedra, fou consagrat. El 1881 la vila tenia 12.091 habitants. El juny del 1891 el tsarévitx Nicolau II visità el poble.
A finals del segle xix, Kolivan era un centre de comerç important del territori que forma avui dia l'óblast de Novossibirsk. Es decidí que la vila s'unís a Tomsk amb el Transsiberià, però l'enginyer Mikhaïl Garin-Mikhàilovski feu aprovar el 1892 per Alexandre III un altre traçat, malgrat les protestes dels mercaders. Així doncs, la línia fou construïda 40 km més al nord, travessant el poble de Krivoixtxekovo. L'emplaçament d'aquest poble era de fet més favorable per a la construcció del pont que calia per a la línia ferroviària. Al voltant d'aquell pont aparegué un nou poblet anomenat Novonikolàievsk, que esdevingué més tard Novossibirsk, avui dia la ciutat més gran de Sibèria.
Després de la Revolució d'Octubre, la col·lectivització de les fàbriques i de les explotacions agrícoles provocà un cert descontentament que desembocà el juliol del 1920 en una revolta que fou de seguida reprimida. La joventut començà a marxar per trobar feina a Novossibirsk i Kolivan entrà en un declivi important, i no aconseguí l'estatus de possiólok fins al 1964.